# Llerasia
Llerasia es un género de plantas con flores perteneciente a la familia Asteraceae.Comprende 16 especies descritas y de estas, solo 7 aceptadas.

## Taxonomía
El género fue descrito por José Jerónimo Triana y publicado en Annales des Sciences Naturelles; Botanique, série 4 9: 37. 1858.

## Especies
A continuación se brinda un listado de las especies del género Llerasia aceptadas hasta agosto de 2012, ordenadas alfabéticamente. Para cada una se indica el nombre binomial seguido del autor, abreviado según las convenciones y usos.
- Llerasia assuensis (Kunth) Cuatrec.
- Llerasia caucana (S.F.Blake) Cuatrec.
- Llerasia fuliginea (Kunth) Cuatrec.
- Llerasia hypoleuca (Turcz.) Cuatrec.
- Llerasia lindenii Triana
- Llerasia macrocephala (Rusby) Pruski
- Llerasia rufescens (S.F.Blake) Cuatrec.